# Singer-Gletscher
Der Singer-Gletscher ist ein Gletscher an der Walgreen-Küste des westantarktischen Marie-Byrd-Lands. Auf der Ostseite der Martin-Halbinsel fließt er zwischen dem Slichter Foreland und der Smythe Shoulder in ostnordöstlicher Richtung zum Dotson-Schelfeis.
Der United States Geological Survey kartierte ihn anhand eigener Vermessungen und Luftaufnahmen der United States Navy aus den Jahren von 1959 bis 1967 und Landsat-Aufnahmen aus den Jahren von 1972 bis 1973. Das Advisory Committee on Antarctic Names benannte ihn 1977 nach dem Geophysiker Howard Singer von der University of California, Los Angeles, der im Rahmen des United States Antarctic Research Program zur Besetzung auf der Amundsen-Scott-Südpolstation im antarktischen Winter des Jahres 1973 gehört hatte.